# Kirche Kottmarsdorf

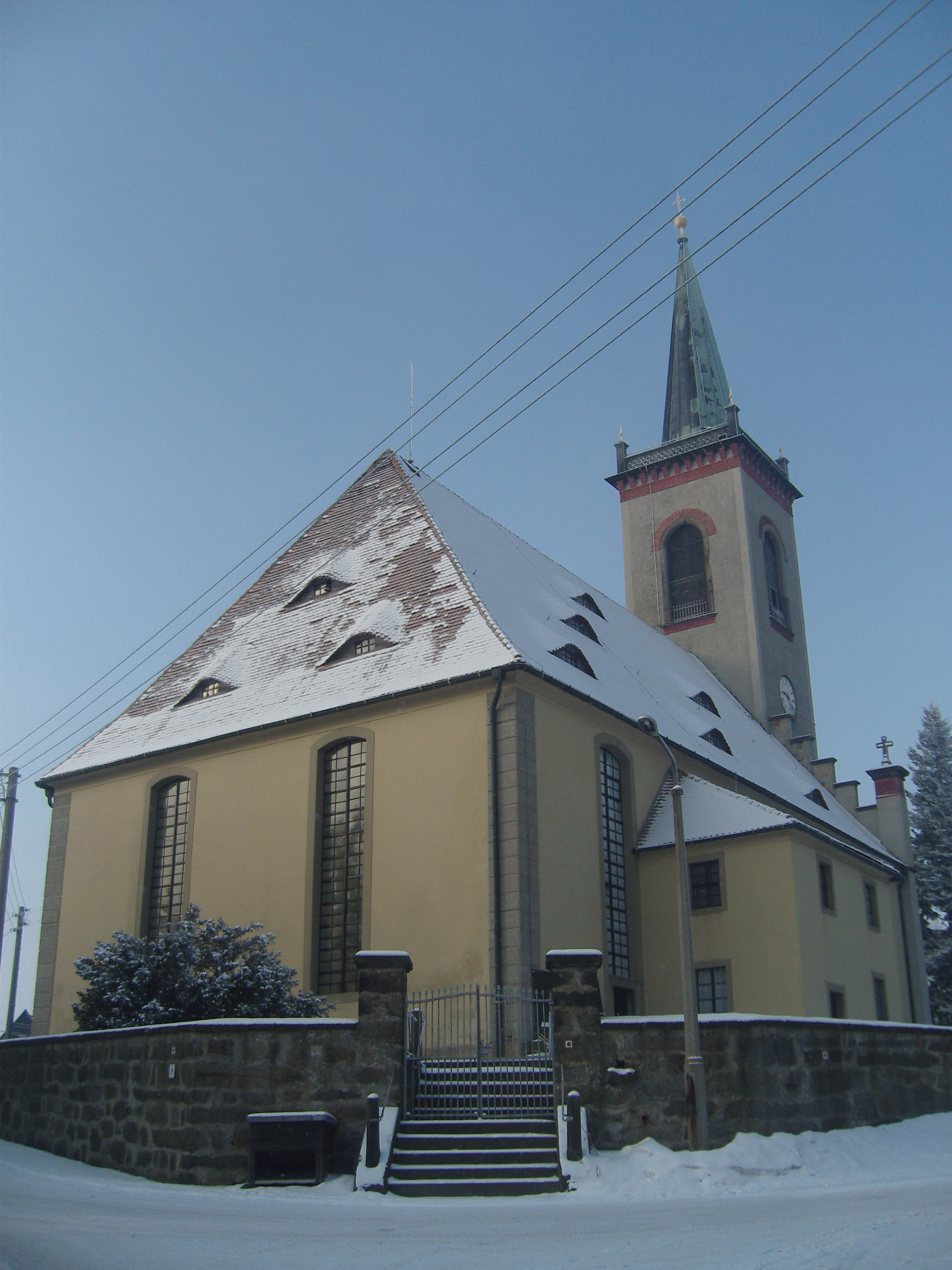
Kirche Kottmarsdorf

Die evangelische Kirche Kottmarsdorf ist eine barocke Saalkirche im Ortsteil Kottmarsdorf von Kottmar im Landkreis Görlitz in Sachsen. Sie gehört zur Kirchengemeinde Obercunnersdorf im Kirchenbezirk Löbau-Zittau der Evangelisch-Lutherischen Landeskirche Sachsens.

## Geschichte und Architektur
Die Saalkirche ist in exponierter Lage am Fuß des Kottmar erbaut und zeigt eine beachtenswerte barocke Innenausstattung; sie wurde in den Jahren 1735/36 errichtet und erhielt in den Jahren 1853/54 einen klassizistischen Turm nach Plan von Carl August Schramm. Restaurierungen erfolgten in den Jahren 1905 und 1982–1993. Das Bauwerk ist ein verputzter Bruchsteinbau mit geradem Ostschluss und Satteldach mit Fledermausgauben, das im Osten abgewalmt ist. Der Außenbau ist sehr schlicht gehalten, mit hohen schmalen Flachbogenfenstern; die Westseite ist mit Pilastern neben den Fenstern gegliedert und mit einem Steinkreuz versehen. Dar Westturm mit quadratischem Grundriss wird durch eine Steinbrüstung mit Zeltdach bekrönt.
Der prachtvoll gestaltete Innenraum ist mit weitgehend originaler dekorativer Bemalung aus der Erbauungszeit erhalten. Der flachgedeckte Saal zeigt Emporen an Nord- und Südseite, die Brüstungen sind mit ornamentaler Bemalung aus der Erbauungszeit in Form von Wappenschilden und Marmorimitationen erhalten. Die Orgelempore ist mit einer Dockenbrüstung versehen. Im Chorbereich sind Logen angebracht, an der Nordseite mit Wappenschilden, die von Engeln gehalten werden, mit Korbbogenfenstern versehen und von geschnitzten Akanthusranken umgeben sind. An der Südseite ist eine Loge eingebaut, die mit ionischen Pilastern, bekrönendem Giebel aus Akanthusranken und einem Schriftfeld gerahmt sind. Hinter dem Altar ist eine Vorhangdrapierung gemalt.

## Ausstattung
Das Hauptstück der Ausstattung ist ein stattlicher barocker Altaraufbau aus Holz mit marmorimitierender Fassung aus der ersten Hälfte des 18. Jahrhunderts. Die Predella zeigt ein gefasstes Holzrelief des Abendmahls, darüber ist ein Gemälde des predigenden Christus zu sehen. Seitlich sind Säulen mit ionischen Kapitellen aufgestellt, dazwischen sind lebensgroße Skulpturen von Moses und Johannes dem Täufer aufgestellt.  Auf dem verkröpften, profilierten Gesims sind Engelsfiguren und das Auge der Vorsehung im Strahlen- und Wolkenkranz angeordnet.
Die hölzerne Kanzel mit polygonalem Korb ist ebenfalls ein barockes Werk. In sechseckigen Feldern sind Christus und die Evangelisten dargestellt, umgeben von reichem Schnitzwerk, Die Rückwand ist mit gemaltem Vorhang, der Schalldeckel mit Lambrequins und abschließendem Schnitzwerk gestaltet. Die Kanzeltreppe ist am Handlauf und an der Brüstung mit vergoldeten Akanthusranken versehen. Ein barocker Taufengel wurde von Andreas Rudolph im Jahr 1736 als lebensgroße Holzfigur mit grün-goldener Fassung geschaffen. Die blau gefasste Taufe aus Holz mit oktogonalem Becken ist auf das Jahr 1836 datiert. An der Ostwand ist unterhalb der Empore auf einer volutenverzierten Konsole die Sandsteinskulptur der Allegorie des Glaubens aufgestellt, mit Kruzifix und Inschriftenrelief in geschweifter Kartusche aus der Mitte des 18. Jahrhunderts, Von besonderer Bedeutung für den originalen Raumeindruck ist auch das erhaltene Kastengestühl.
Die Orgel ist ein Werk von Schuster aus dem Jahr 1892 mit 19 Registern auf zwei Manualen und Pedal.